# Рюмочная

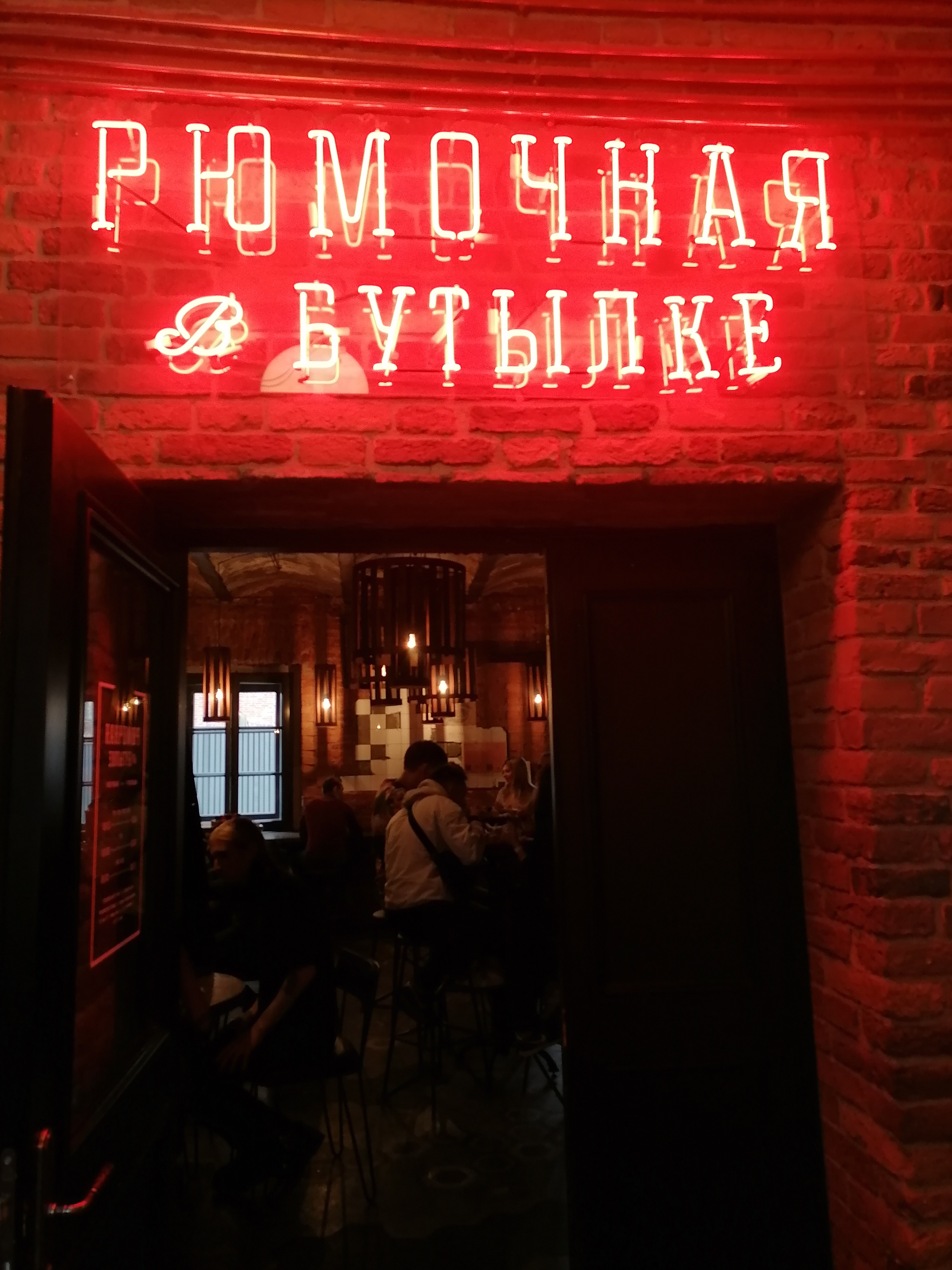
Многофункциональный комплекс «Бутылка». Остров Новая Голландия. Санкт-Петербург

Рю́мочная — вид закусочной, предприятие общественного питания.
Рюмочные распространены в России и странах бывшего СССР. Специфика ассортимента: алкогольные напитки (в основном — крепкие) в розлив, рюмками, — отсюда и название.
У российской рюмочной нет аналогов в дальнем зарубежье, хотя в какой-то степени это заведение может напоминать бар. Само слово «рюмочная» не имеет прямого перевода на другие языки. В словарях В. И. Даля (1863) и Д. Н. Ушакова (1935) этот термин отсутствует, что может свидетельствовать о чисто «советском» происхождении не только термина, но и самого заведения. В словаре Ожегова (1949) рюмочная определяется, как «Торговое заведение с распивочной продажей вина рюмками».
Классические советские рюмочные ещё существуют, но их всё меньше и меньше из-за повышающихся арендных ставок. Зато бурно развиваются дешёвые пивные бары и целые сети таких баров.

## В СССР
В СССР рюмочные относились к категории предприятий общественного питания под общим названием «Закусочные специализированные». Слово «Рюмочная» употреблялось как альтернативное название «Бутербродной». В нормативных актах СССР эти слова часто использовались, как взаимозаменяемые. Например, в «Положении о порядке отнесения ресторанов, кафе, баров и других предприятий общественного питания к предприятиям соответствующих категорий по уровню обслуживания и размерам наценок» слово «рюмочная» употребляется в скобках после слова «бутербродная» (несмотря на это, такие заведения имели, как правило, вывеску «Рюмочная»).
Синоним «Бутербродная» был не случаен: спиртные напитки (в основном водка) отпускались в рюмочной в комплекте с бутербродом. В разное время и в разных рюмочных предлагались бутерброды с колбасой, сыром, вареным яйцом, соленой сельдью, шпротами (килька) и т. п. Минимальная порция водки составляла 50 граммов, часто посетители брали сразу несколько порций, объединяя их.
«Закусочные специализированные» могли быть первой или второй категории. В закусочных первой категории полагалось обслуживание посетителей официантами. Закусочные второй категории были предназначены для самообслуживания. Рюмочные (бутербродные) относились ко второй категории. Такие рюмочные часто оснащались высокими столами для еды стоя. Их вместимость составляла 25 человек.
Посетителями рюмочной были в основном мужчины. При этом, посетители в этом заведении долго не задерживались.

### Рюмочная в советском фольклоре
«Неточность» измерения меры жидкости в рюмочной при разлитии алкогольного напитка по рюмкам породила анекдот: «Налейте мне две порции по 150; можно в один стакан.» (стандартный граненый стакан вмещал 250 мл жидкости, в случае воды весившие 250 г. Две порции «по 150 граммов» формально не могли уместиться в стакане).

## В современной России
В современной России «рюмочная» ― это кафе или ресторан, где предлагаются закуски и напитки. В отличие от советской рюмочной это место для неспешного отдыха, где можно посидеть, пообщаться, поесть и выпить, и где отсутствуют «стоячие столы» и самообслуживание.

## В произведениях искусства
- В романе Даниила Гранина «Картина» (1980)[9]:

Славное это заведение — запах водочки, сигарет, одни мужики и без насиженной пьяности пивных, без приставаний, липких тягучих разговоров. Опрокинул стопочку, закусил бутербродом, культурно, коротко. Осенью в Лыкове откроют две такие рюмочные, между прочим, лучшее средство борьбы с пьянством, не сравнить с безобразными фанерными павильонами, где спаивают людей «бормотухой».

…да ещё холодная водочка и этот бутерброд с килькой…

- В романе Владимира Орлова «Камергерский переулок» (2008) действие происходит в московской рюмочной «Щель» в Камергерском переулке[10][11], в которой появляются самые различные персонажи: старожилы из окрестных домов, поэты, студенты, актёры. Новая Москва сталкивается здесь с Москвой прежней. Рассказ о закусочной автор наполняет мифами и легендами, переплетает множество сюжетных линий[11][12].

- Юз Алешковский, «Белые чайнички» (1966):

Я и в рюмочной рюмку с кирюхой кирнул,
он потом на какой-то проспект завернул,
и все рассказывает мне, все рассказывает,
и показывает, и показывает.